# 이스라엘 축구 협회
이스라엘 축구 협회(히브리어: ההתאחדות לכדורגל בישראל, HaHit'aḥdut leKaduregel beIsrael;는 이스라엘의 축구 협회이다. 이스라엘의 다양한 축구 리그, 컵 대회와 이스라엘 축구 국가대표팀을 조직하였다. 본부는 라마트간에 위치해있다. 이스라엘 축구 협회는 1928년에 에레츠 이스라엘 축구 협회(Hitachduth Eretz Yisraelith Lemischak Kadur Rege)라는 명칭으로 세워졌다. 또한 협회의 영어 명칭은 Israel Football Association로 줄여서 IFA라고도 부른다.

## 역사
에레츠 이스라엘 축구 협회는 1928년 7월에 창단되었고 FIFA에 가맹국 신청을 하였다. 협회는 1928년 12월 7일에 잠정적으로 가입이 공인되었고, 1929년 5월 17일에 가입되어, 1929년 7월 6일에 FIFA로부터 정식 승인되었다. 유럽에서의 반유대주의의 여파로 인해 이민을 오게 된 수백명의 스포츠선수들을 흡수한 14개의 스포츠 조직중 한개였다. 첫 에레츠 이스라엘 컵 대회는 1928년에 열렸고, 축구 리그는 1932년에 시작됐다.
1954년에, 이스라엘 축구 협회는 아시아 축구 연맹(AFC)에게 공인되었다. 1974년에 이스라엘 축구 협회는 이스라엘과 경기를 하기를 거절하는등 아랍과 무슬림 회원국들로부터의 정치적 압력으로 인해 AFC로부터 추방되었다. 1970년대 후반부터 1980년대까지 협회는 어느 대륙의 연맹에도 속하지 못했다. 이 기간에 이스라엘 축구 국가대표팀은 FIFA가 주관하는 대회에서 가끔 오세아니아 축구 연맹, 유럽 축구 연맹, 남미 축구 연맹 지역예선에서 경기를 치렀다.
1992년에, IFA는 UEFA로부터 준회원국 자격을 얻었고, 2년 뒤에 정식 회원국이 되었다. 1992년 이후부터, 이스라엘 축구 클럽팀들은 다양한 유럽 클럽 대항전에 참여하고 있고 이스라엘 대표팀도 유럽 선수권 대회에 참가하고 있다.